# Chăm sóc sức khỏe tại Ba Lan

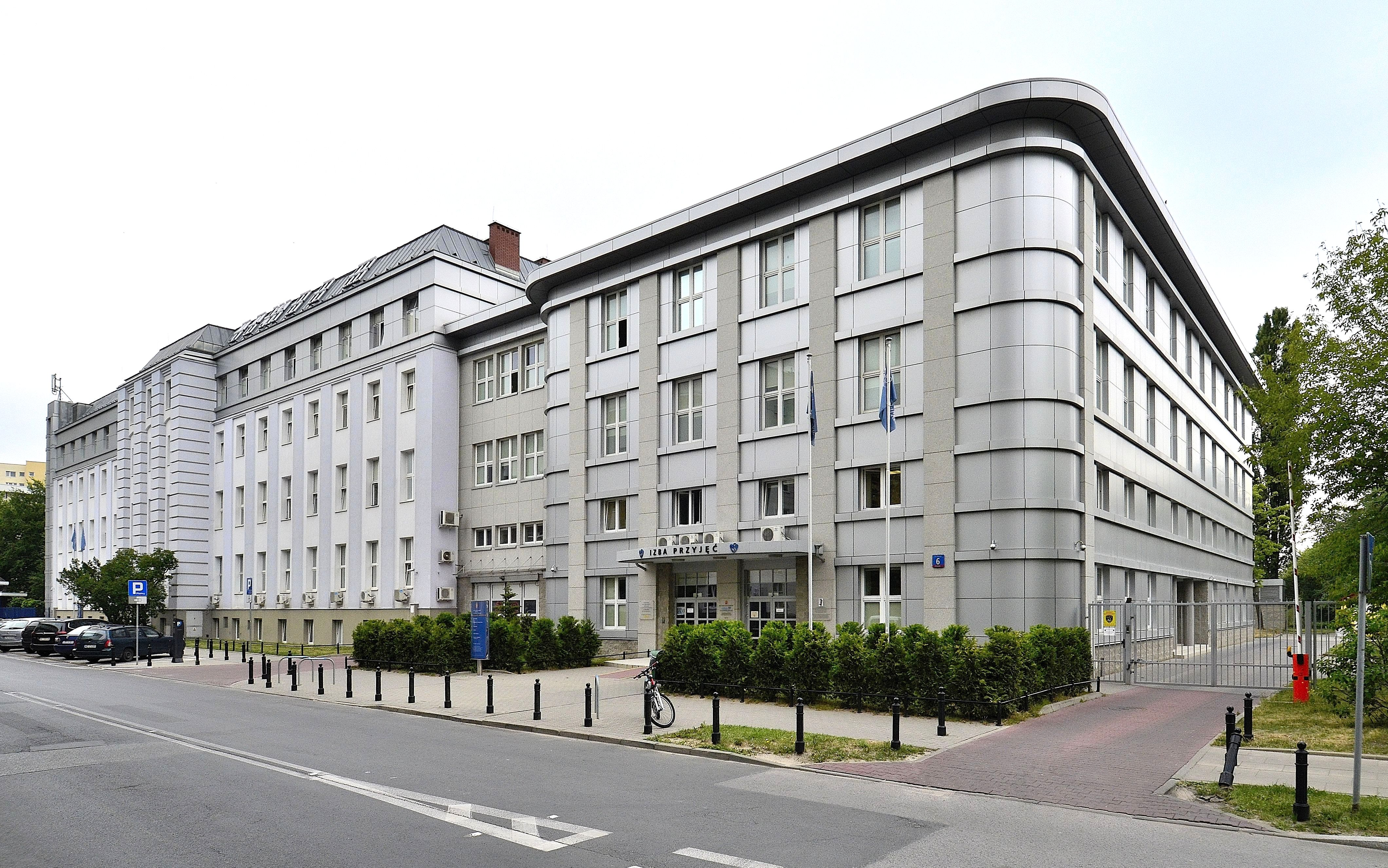
Bệnh viện phố Inflancka ở Warszawa, Ba Lan, 2015

Chăm sóc sức khỏe ở Ba Lan miễn phí và được cung cấp thông qua một hệ thống chăm sóc sức khỏe được tài trợ công khai mang tên Narodowy Fundusz Zdrowia, miễn phí cho tất cả công dân Ba Lan miễn là họ thuộc nhóm "được bảo hiểm" (vợ/chồng hoặc con của người được bảo hiểm). Theo Điều 68 của Hiến pháp Ba Lan, mọi công dân đều có quyền được tiếp cận với chăm sóc sức khỏe. Đặc biệt, chính phủ có nghĩa vụ cung cấp dịch vụ chăm sóc sức khỏe miễn phí cho trẻ nhỏ, phụ nữ mang thai, người tàn tật và người già. Tuy nhiên, chăm sóc sức khỏe tư nhân rất phổ biến ở Ba Lan. Bệnh nhân không có bảo hiểm sẽ phải trả toàn bộ chi phí dịch vụ y tế. Theo một nghiên cứu được thực hiện bởi CBOS năm 2016, trong số 84% bệnh nhân tham gia khảo sát, 40% sử dụng cả dịch vụ y tế tư nhân và công, 37% chỉ sử dụng dịch vụ chăm sóc y tế công và 7% chỉ sử dụng dịch vụ y tế tư nhân. Trong số 7% này, 77% số người được hỏi giải thích nguyên nhân sử dụng dịch vụ chăm sóc sức khỏe tư nhân là do họ phải chờ đợi quá lâu để thực hiện dịch vụ chăm sóc y tế công.

## Tài chính và chi phí y tế
Nguồn tài chính là quỹ bảo hiểm y tế thuộc Quỹ Y tế Quốc gia. Công dân có nghĩa vụ phải trả phí bảo hiểm được khấu trừ 9% từ thu nhập cá nhân (7,75% khấu trừ từ thuế, 1,25% đưa vào quỹ bảo hiểm của Quỹ Y tế Quốc gia). Ngân sách quốc gia chi trả khoảng 5% tất cả các chi phí chăm sóc sức khỏe. Bắt đầu năm 2007, các dịch vụ cứu hộ khẩn cấp đều được Nhà nước chi trả. Tổng chi phí y tế ở Ba Lan được bảo hiểm y tế trong Quỹ Y tế Quốc gia chi trả 70%, 30% còn lại chi trả từ chăm sóc y tế tư nhân.

## Cấu trúc
Cấu trúc hệ thống y tế ở Ba Lan được quy định bởi các đao luật:
| Luật pháp | Đạo luật số               |
| --- | ------------------------- |
| Đạo luật Hoạt động Y tế (pol. Ustawa o działalności leczniczej)                                                                            | Dz.U. z 2018 r. poz. 160  |
| Đạo luật Thành lập Dịch vụ Chăm sóc Sức khỏe Cộng đồng (pol.Ustawa o świadczeniach opieki zdrowotnej finansowanych ze środków publicznych) | Dz.U. z 2018 r. poz. 1510 |
| Đạo luật Quyền Bệnh nhân (pol. Ustawa o prawach pacjenta i Rzeczniku Praw Pacjenta)                                                        | Dz.U. z 2017 r. poz. 1318 |

Quỹ Y tế Quốc gia Ba Lan mang tên Narodowy Fundusz Zdrowia.

## Dịch vụ y tế khẩn cấp

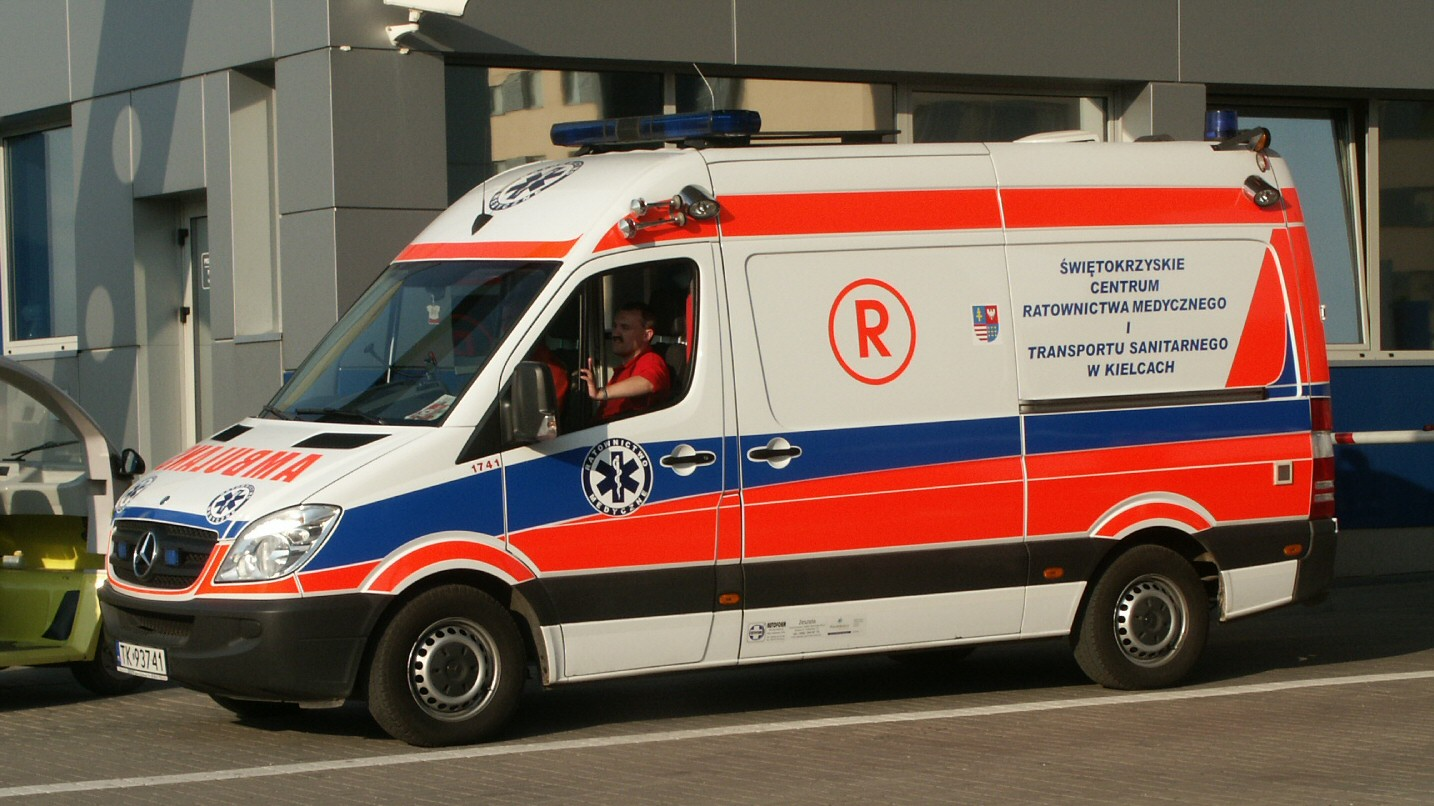
Xe cứu thương ở Ba Lan

Dịch vụ y tế khẩn cấp (tiếng Ba Lan: Ratownictwo Medyczne, RM) ở Ba Lan là dịch vụ chăm sóc sức khỏe khẩn cấp, bao gồm dịch vụ xe cứu thương cung cấp bởi các thành phố và quận của Ba Lan. Các dịch vụ này do địa phương, bệnh viện công cung cấp và được chính phủ Ba Lan trợ giá. Trong một số trường hợp, các bệnh viện công có thể ký hợp đồng dịch vụ này với các doanh nghiệp tư nhân. Cũng có dịch vụ xe cứu thương tư nhân hoạt động độc lập.

## Các vấn đề trong hệ thống y tế ở Ba Lan
Hệ thống chăm sóc sức khỏe ở Ba Lan gặp nhiều vấn đề. Theo chỉ số tiêu dùng y tế châu Âu năm 2016, Ba Lan đứng ở vị trí thứ 31 trong số 35. Các vấn đề chính được liệt kê trong Chỉ số sức khỏe tiêu dùng năm 2016 là:
- khó tiếp cận với bác sĩ chuyên khoa (đặc biệt là điều trị tại bệnh viện) và thời gian chờ đợi các dịch vụ y tế: xếp lịch hẹn, phẫu thuật: hơn 90 ngày, điều trị ung thư: hơn 21 ngày, chụp cắt lớp: hơn 7 ngày.
- Bệnh nhân tiên lượng xấu trong các kết quả điều trị ung thư - không được tiếp cận với các loại thuốc hiện đại, mức độ tử vong cao.
- Dịch vụ số hóa các thông tin y tế: đơn thuốc khó cập nhật, kết quả kiểm tra hoặc danh sách các bác sĩ được ủy quyền không truy cập được.